# Lupettiana manauara
Lupettiana manauara là một loài nhện trong họ Anyphaenidae.
Loài này thuộc chi Lupettiana. Lupettiana manauara được Antonio D. Brescovit miêu tả năm 1999.